# Jestřabí (vojenský újezd Libavá)
Jestřabí (též Jestřebí, Jestřábí, něm. Habicht) je zaniklá zemědělská horská obec v okrese Olomouc. Nachází se na území vojenského újezdu Libavá v pohoří Oderské vrchy. Vysídlení Němců z Československa v roce 1946 a následný vznik vojenského prostoru znamenal ukončení její existence. Obec zcela zanikla, kromě drobných pozůstatků staveb se zachovalo pouze výrazné torzo kostela Nejsvětější Trojice a ruiny několika domů.

## Historie
V katastru obce se nacházela také blíže neznámá středověká tvrz Jestřabí, jejíž možná poloha se udává severovýchodně od Jestřabí, přibližně jiho-jihovýchodně od kopce Strážisko u cesty z Jestřabí na zámek Bores do Velké Střelné. V červenci roku 1932 zde prováděl zběžný archeologický průzkum německý archeolog Karl Schirmeisen, který v místě tvrziště nalezl střepy a pozůstatky válu a příkopu ze 13. a 14. století. Historické záznamy o tomto místě chybí.

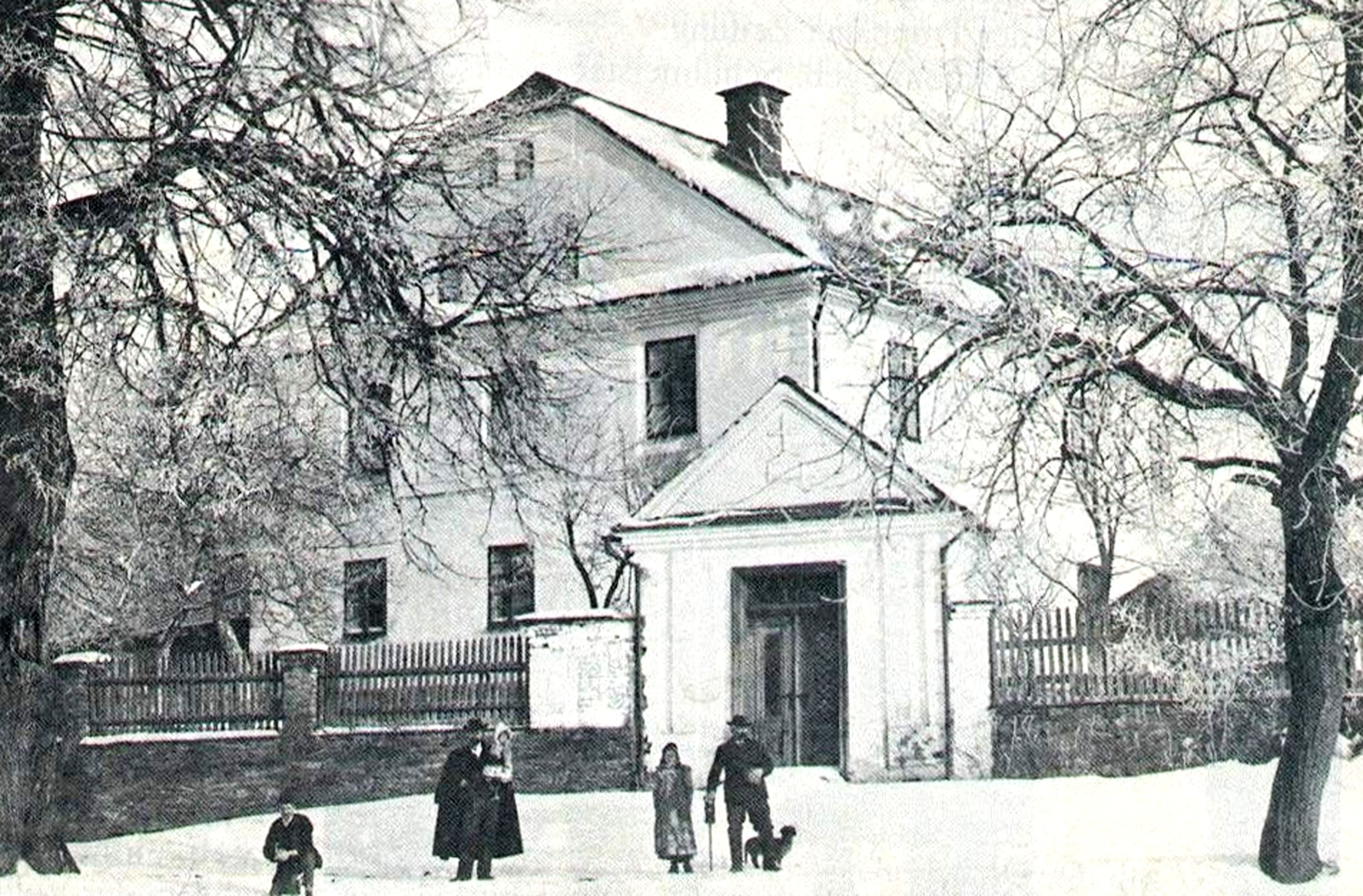
Dům a kaple v Jestřabí na snímku z roku 1908

Obec Jestřabí byla poprvé zničena zřejmě již za husitských válek. V roce 1447, kdy byla uváděna jako pustá, připadla statku a panství Velká Bystřice. V roce 1559 byla již osídlena německými kolonisty. Pěstovaly se zde hlavně brambory, oves, žito a len. Nacházel se zde vodní i větrný mlýn, od roku 1814 fungovala škola, počátkem 20. století záložna. Do roku 1848 byla vesnice majetkem olomoucké kapituly.
Do působnosti zdejší fary spadaly obce Nepřívaz a Varhošť. Kostel Nejsvětější Trojice se hřbitovem byl vystavěn ve 2. polovině 16. století. Opraven byl roku 1806, míval tři oltáře. Církvi byl odebrán v roce 1950, patří Ministerstvu obrany ČR.
Dle místní kroniky, 23. října 1757 na faře spáchal sebevraždu oběšením farář Johan Felbier. Farníci v Jestřabí a Varhoště pak faru vykradli, faráře zohavili a na hranici katastru s vesnicí Daskabát zahrabali. Hrob i čin byl odhalen a vyšetřováním se zjistilo, že farníci s nebožtíkem nakládali jako s osobou podezřelou z vampýrismu. Viníci „divokého“ pohřbu byli souzeni. Mrtvý farář byl pak pohřben v místním kostele.
Obec byla zrušena v r. 1949 a následně postupně demolována.
| Rok            | 1835 | 1880 | 1900 | 1921 | 1930 | 1944 | 1946 |
| -------------- | ---- | ---- | ---- | ---- | ---- | ---- | ---- |
| Počet obyvatel | 442  | 462  | 498  | 400  | 359  | 394  | 0    |
| Počet domů     | 65   | 69   | 71   | 71   | 79   | ?    | ?    |

## Další informace
Jestřabí není přístupné veřejnosti. Avšak obvykle jedenkrát ročně může být Jestřabí a její okolí přístupné veřejnosti v rámci cyklo-turistické akce Bílý kámen.
Jestřabím protéká potok Hluboček (přítok řeky Bystřice, povodí řeky Moravy).
Přibližně 1,7 km vzdušnou čarou jihozápadním směrem se nachází Sedlo pod Strážnou a u něj vrchol kopce Strážná s bývalým slepencovým lomem Bílý kámen.

## Galerie

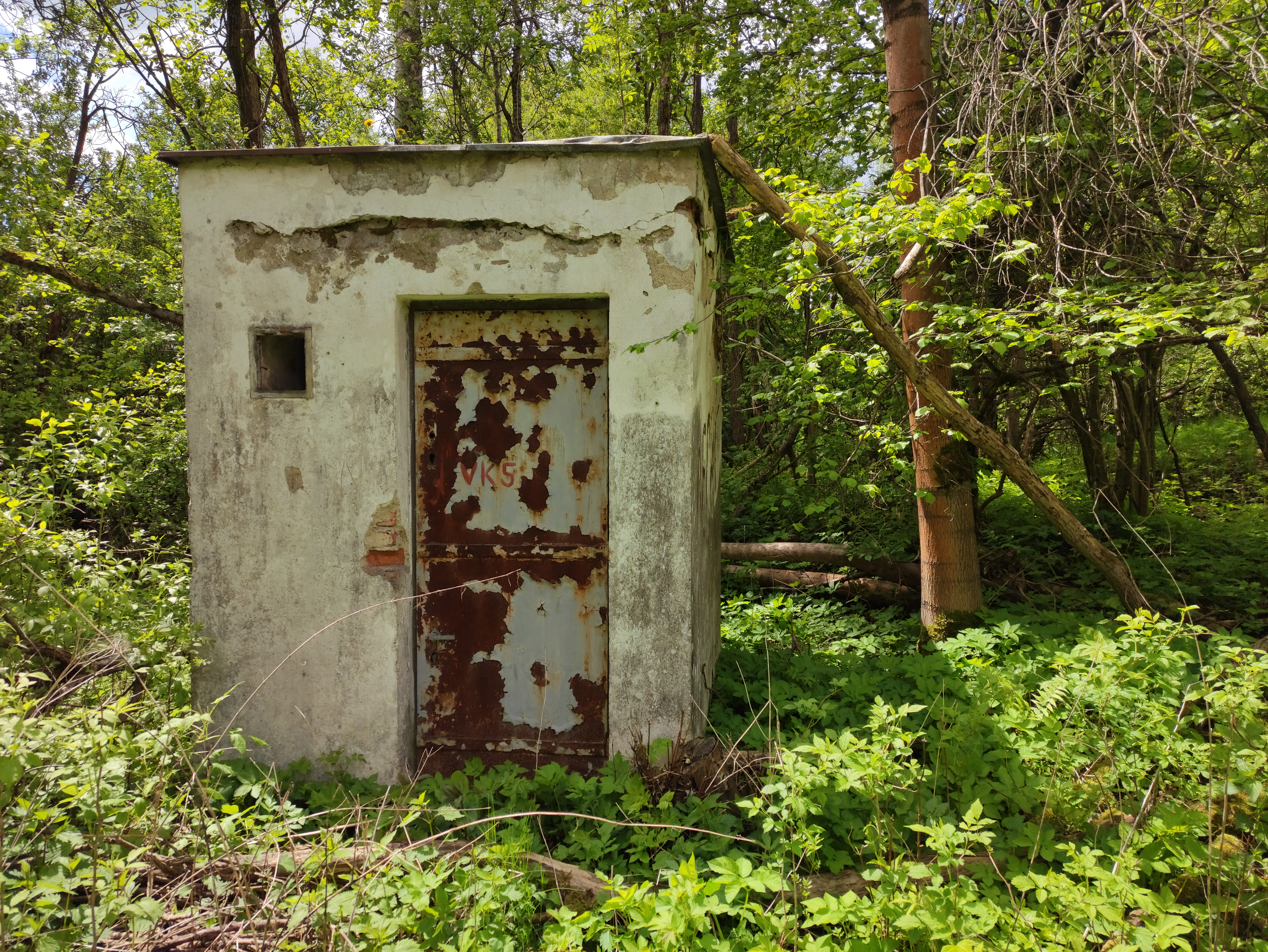
Jestřabí
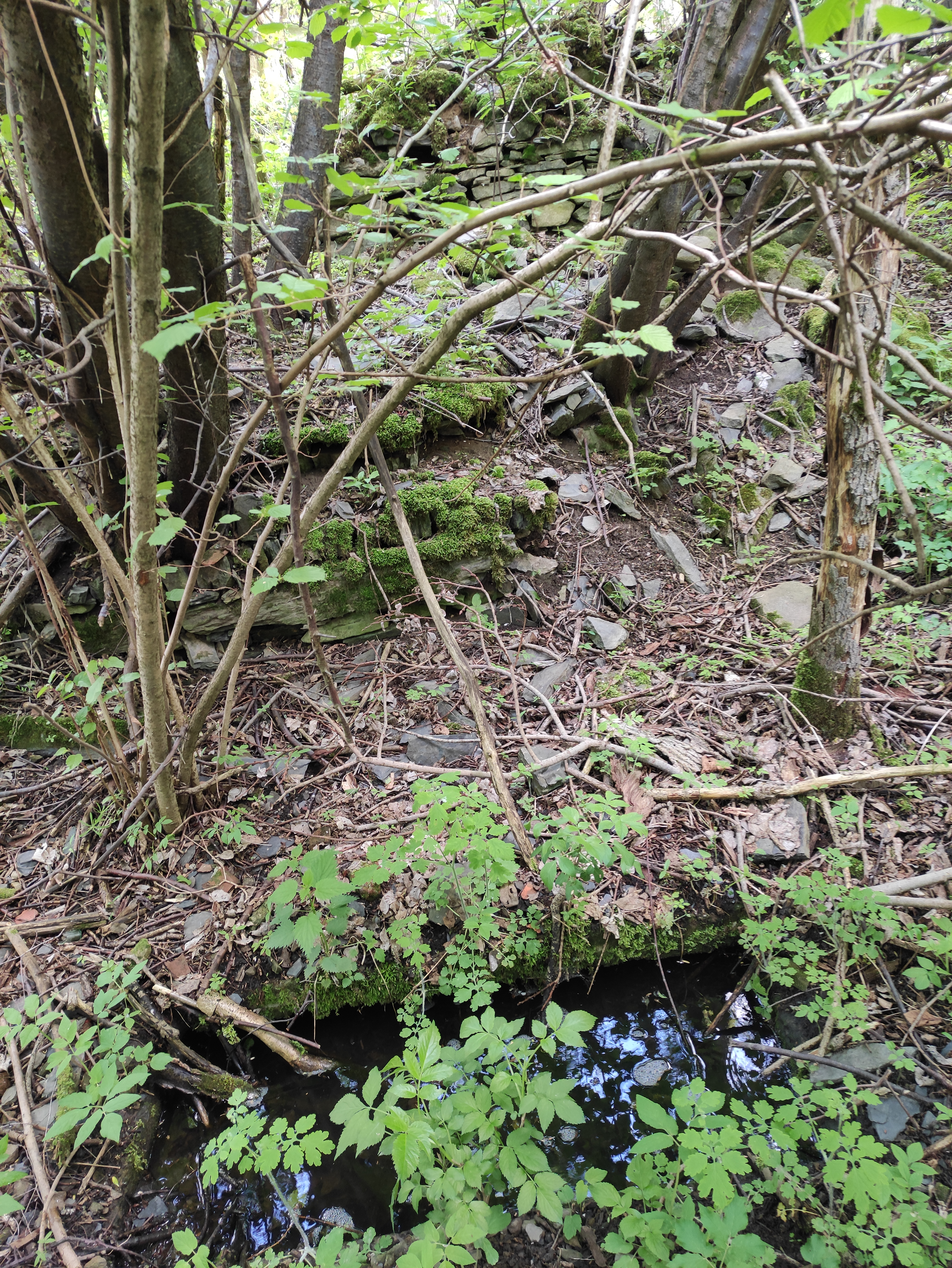
Jestřabí
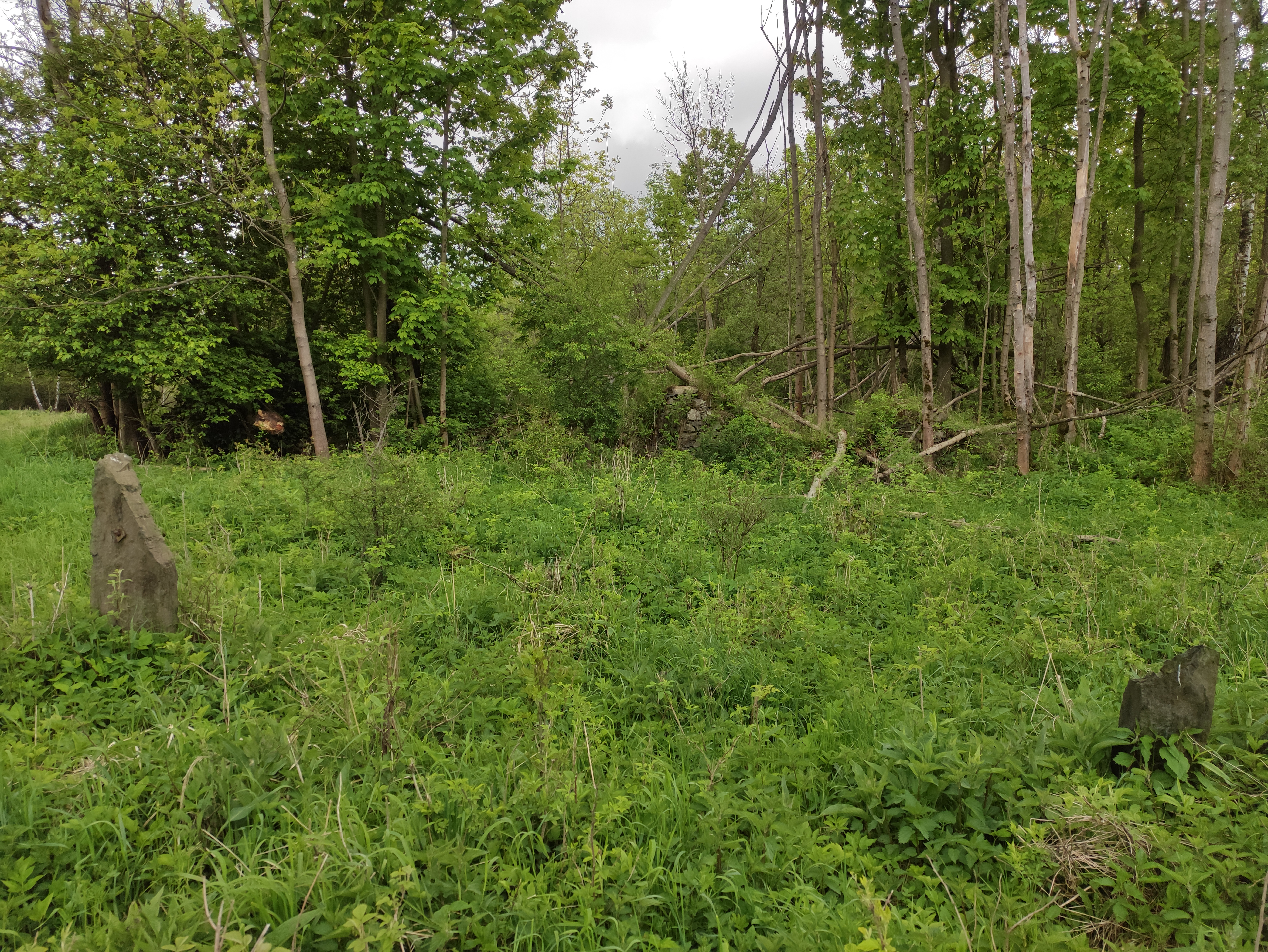
Jestřabí
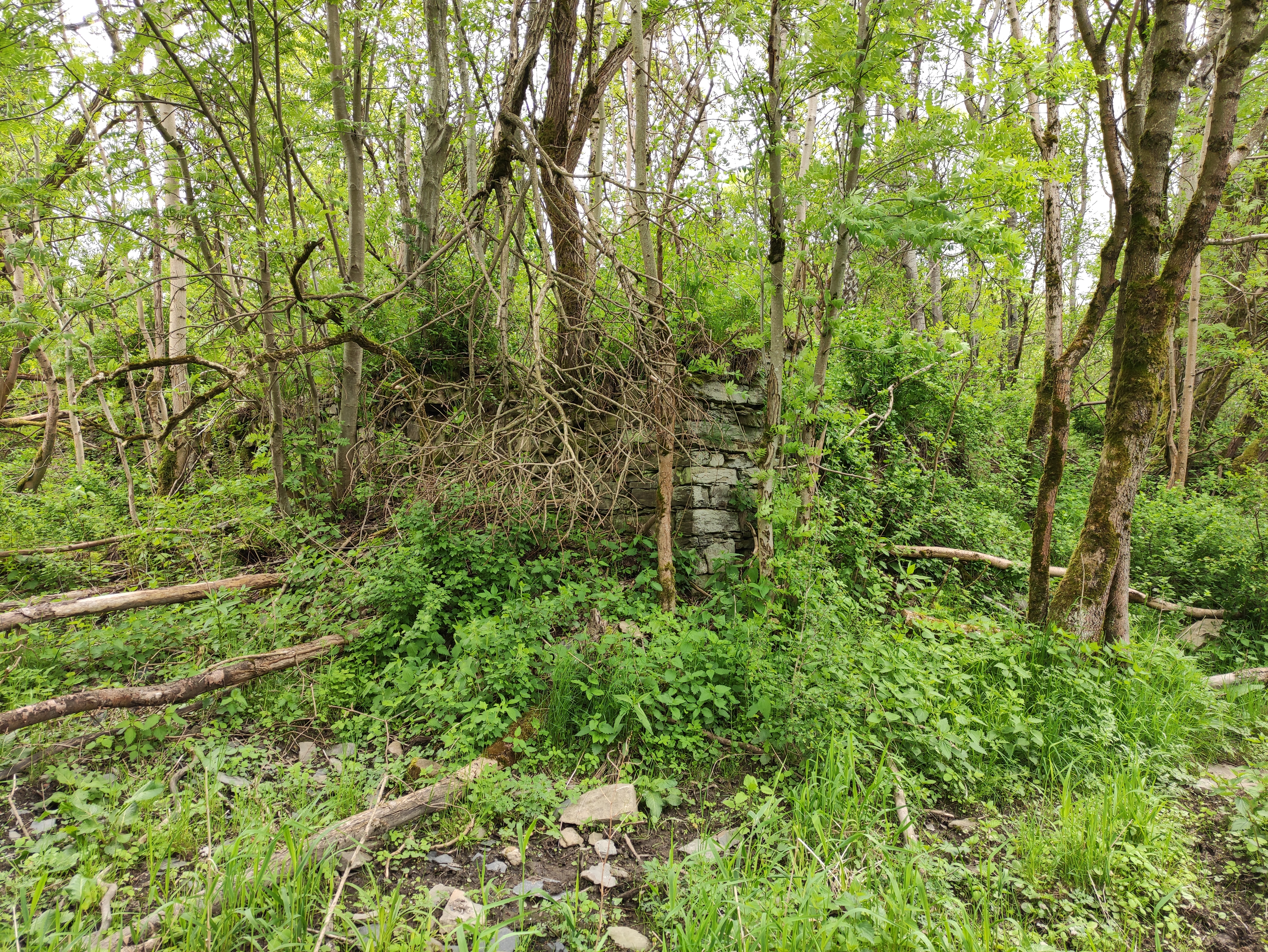
Jestřabí
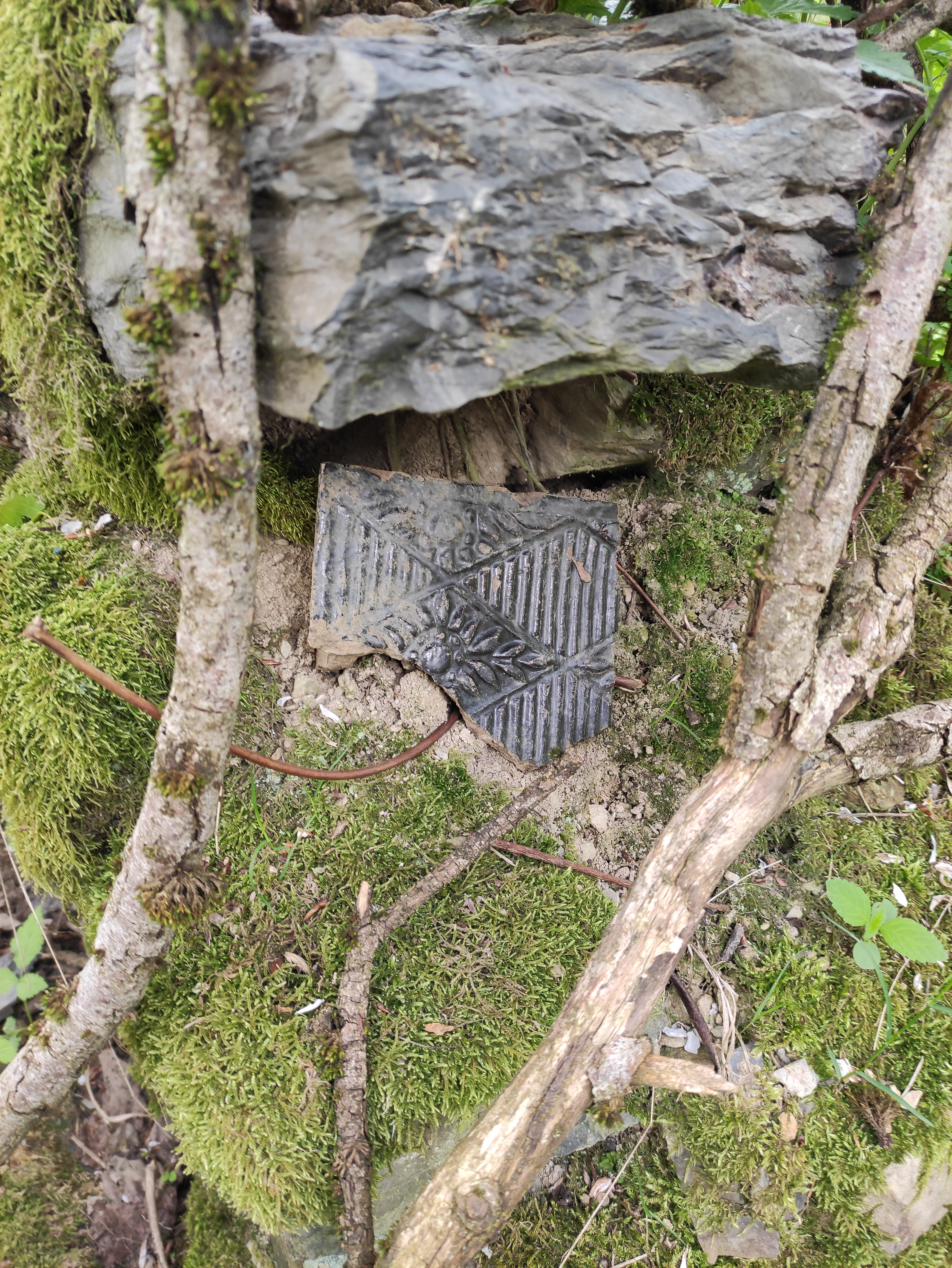
Jestřabí (kousek kachlových kamen
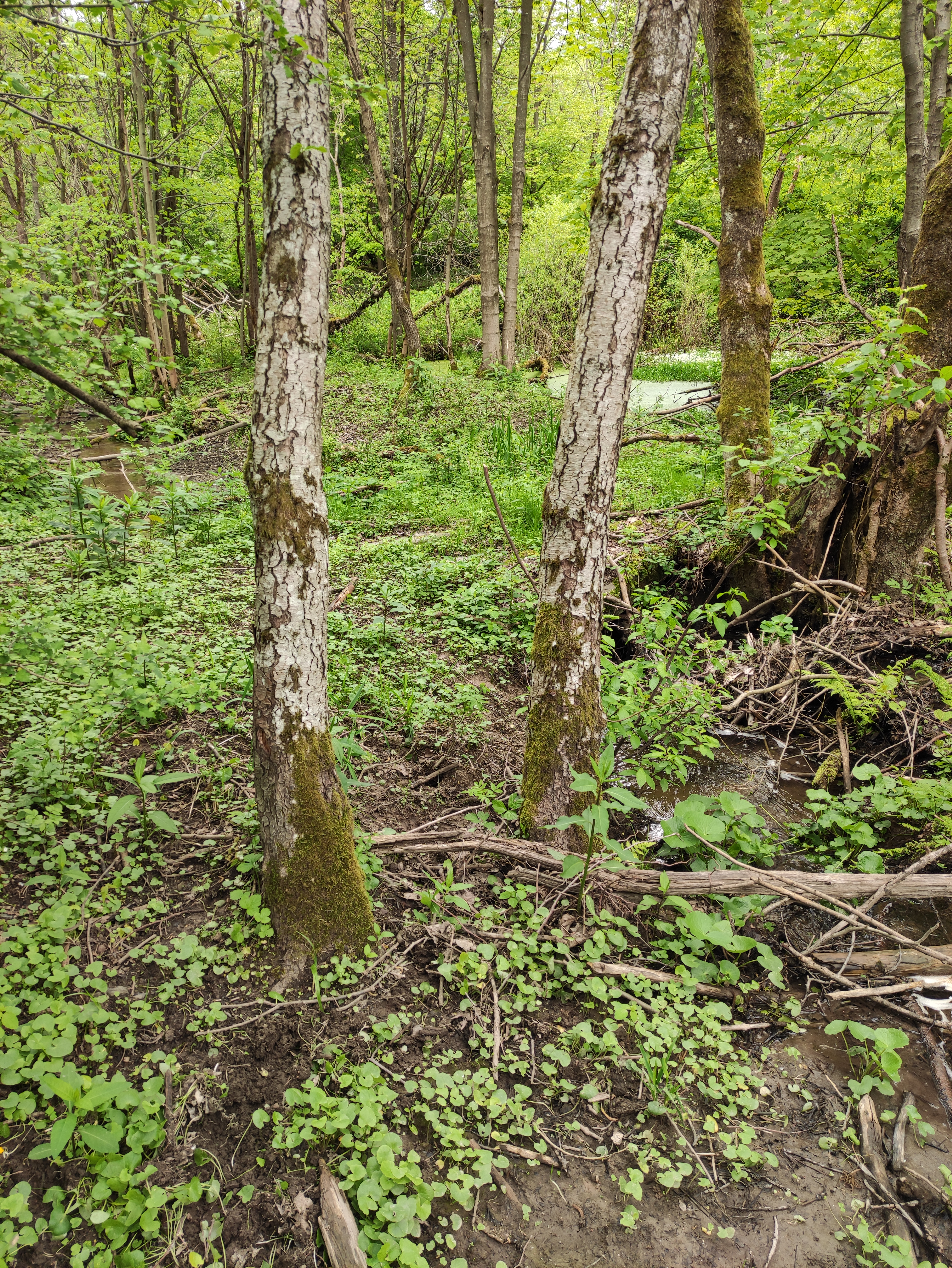
Jestřabí, potok Hluboček
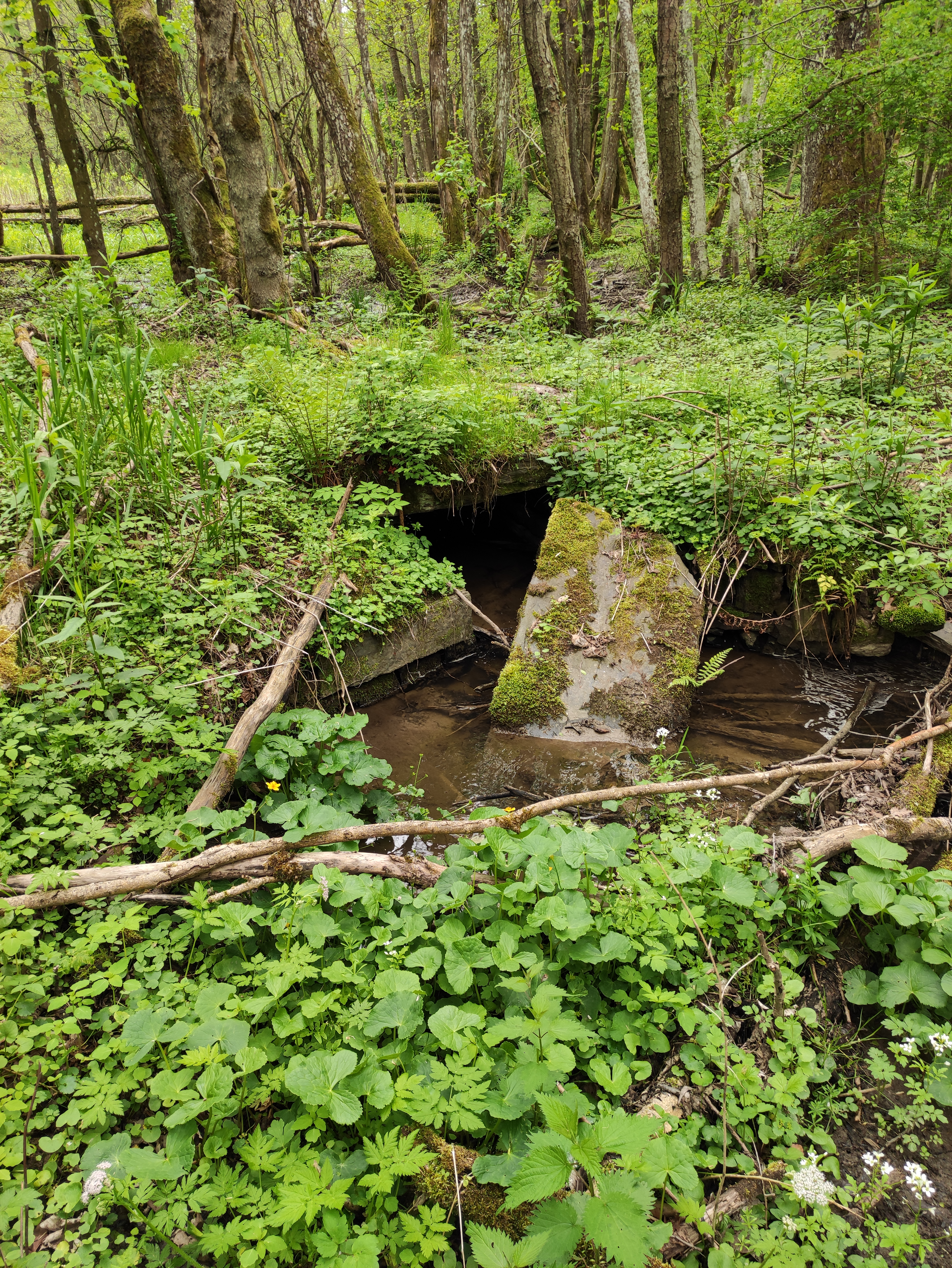
Jestřabí, potok Hluboček
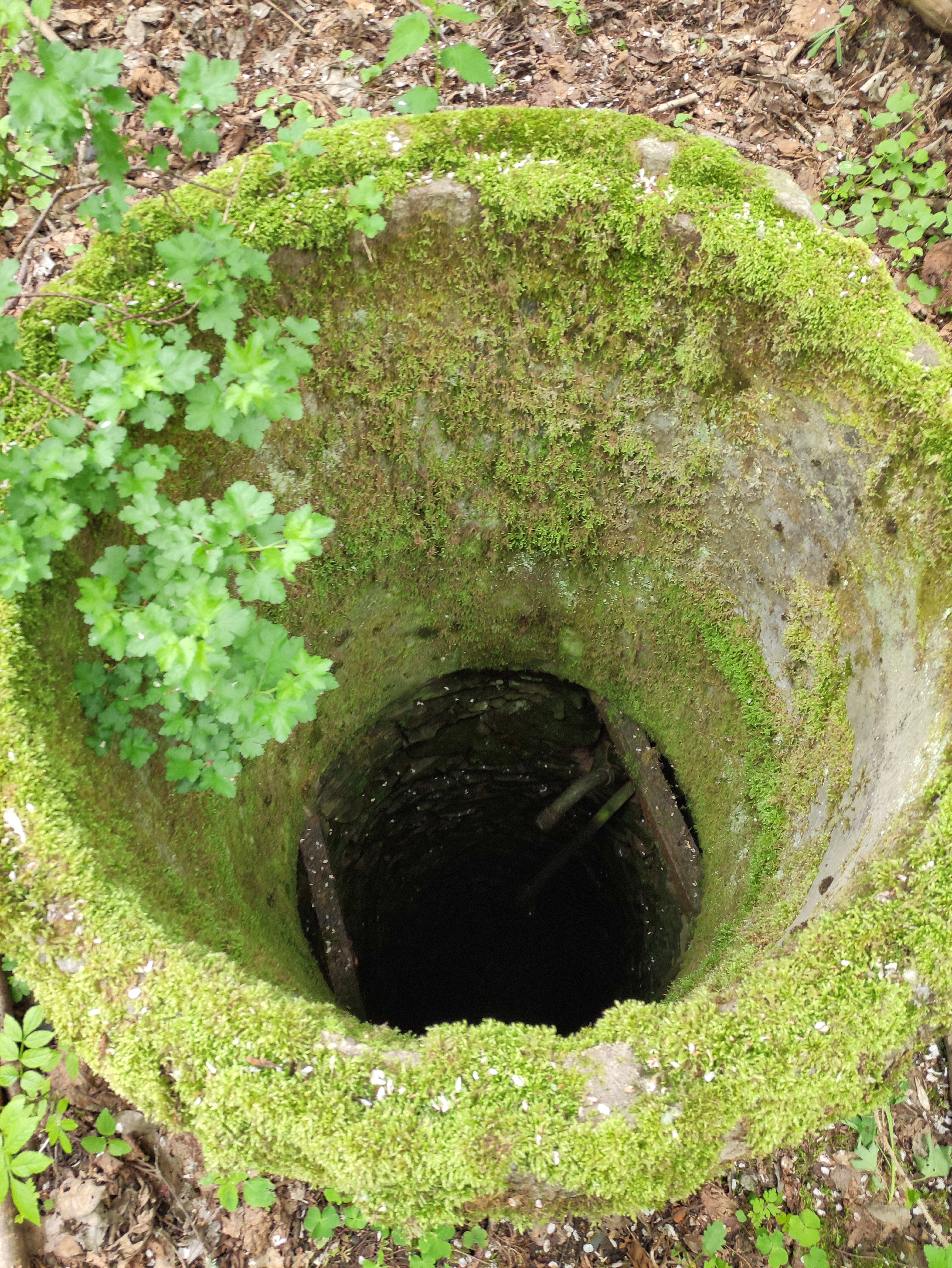
Jestřabí studna
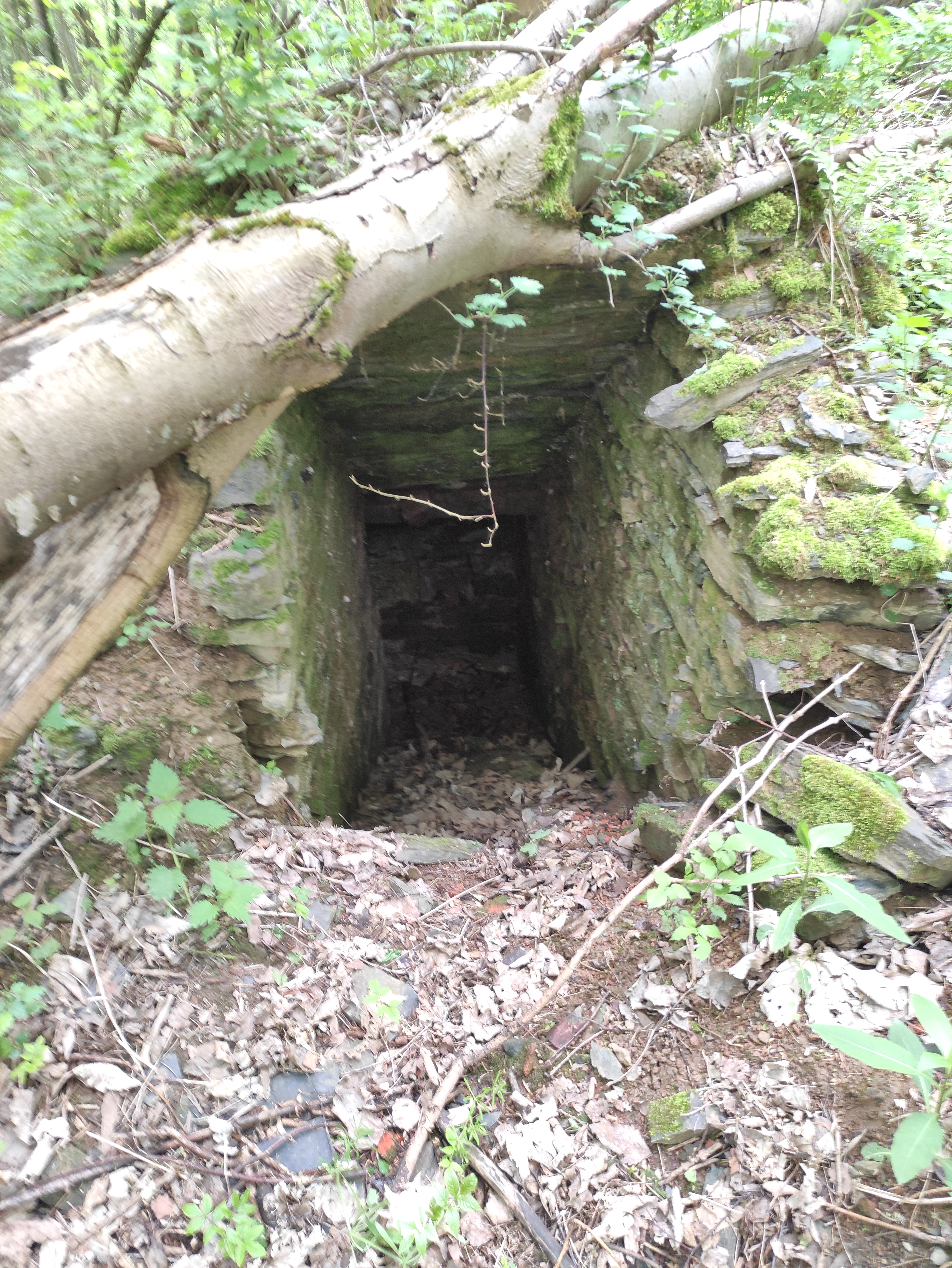
Jestřabí
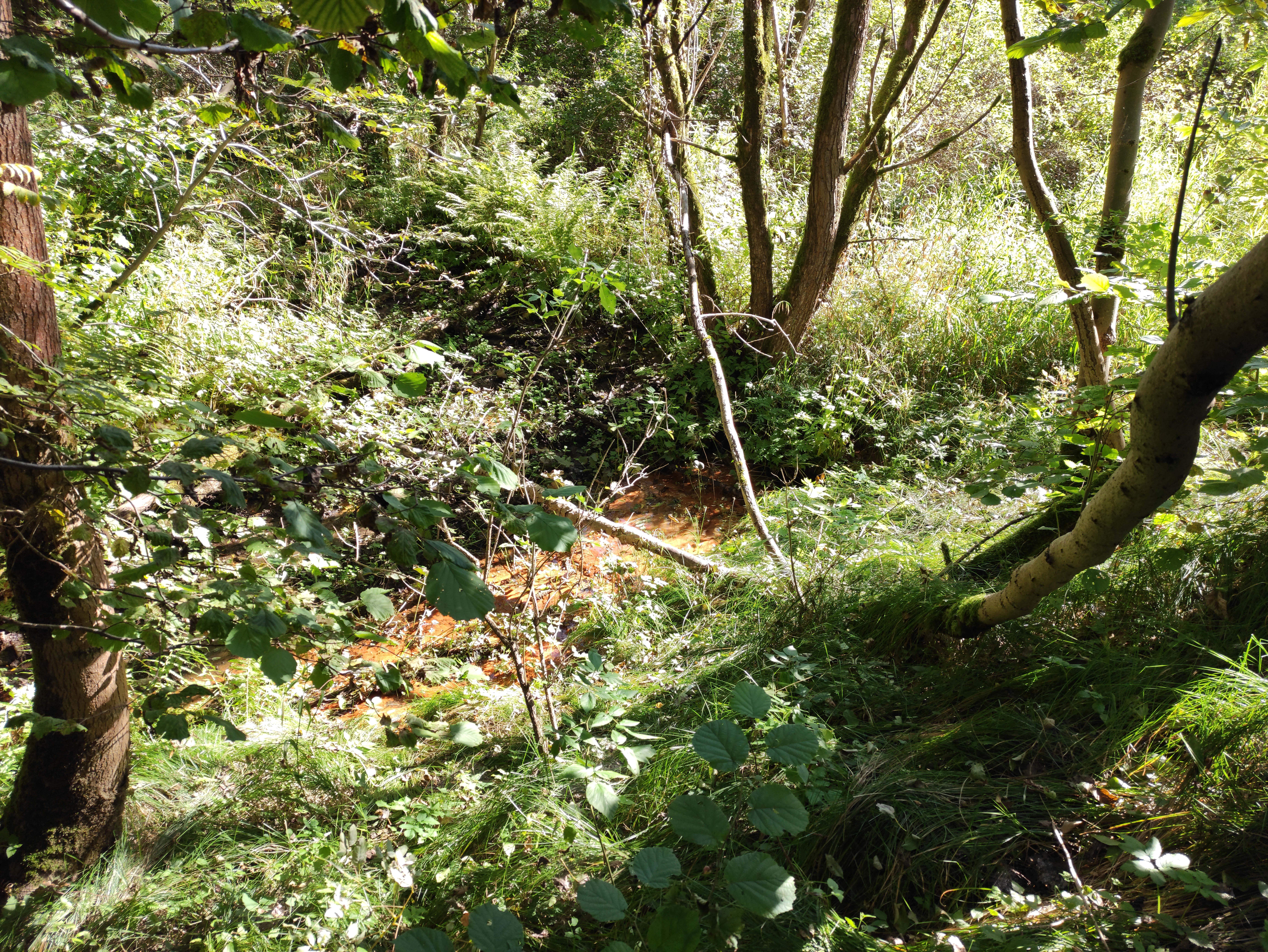
Potok Hluboček v Jestřabí
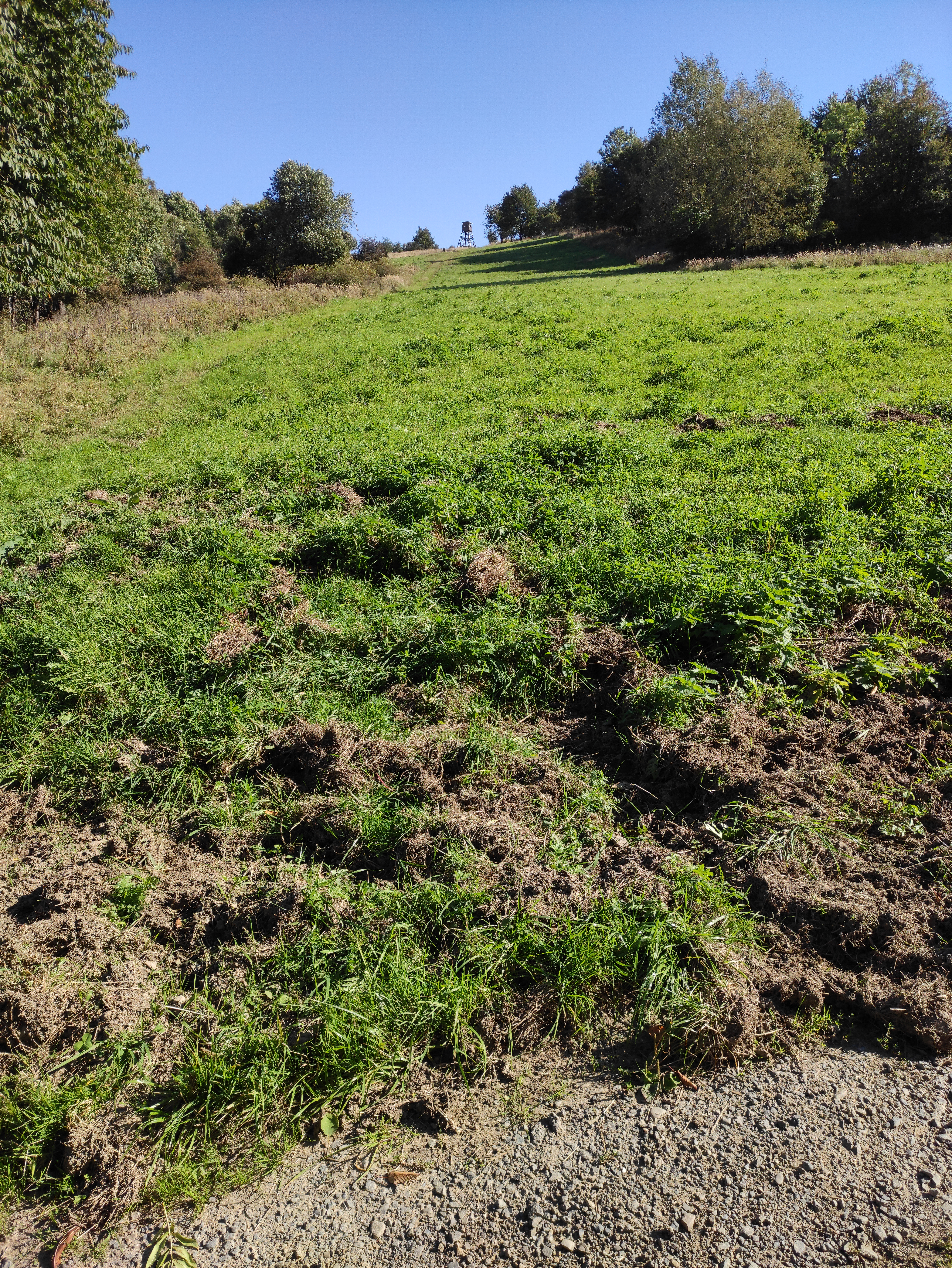
Nad Jestřabím směrem ke Strážisku
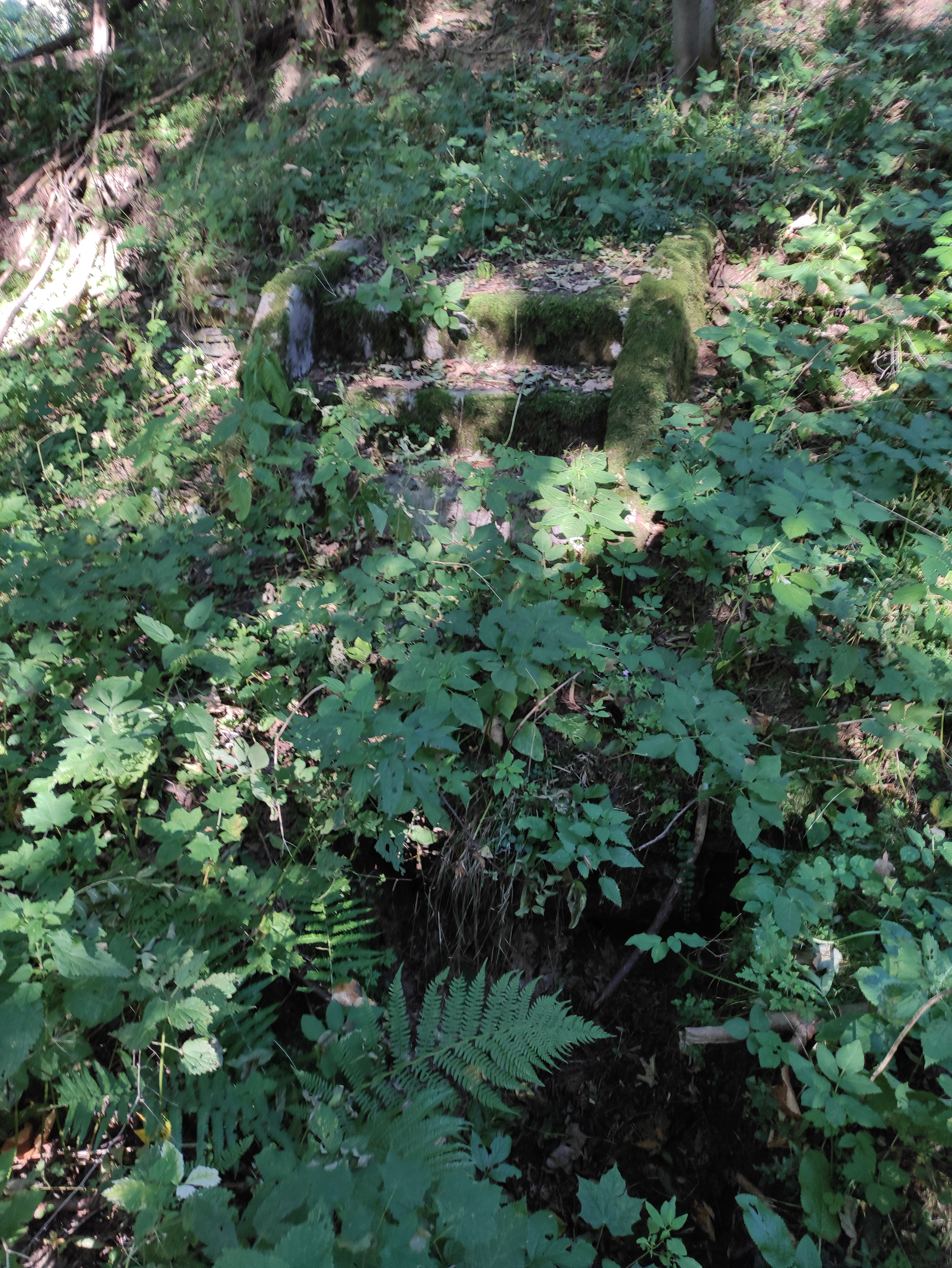
schody a základy domu v Jestřabí
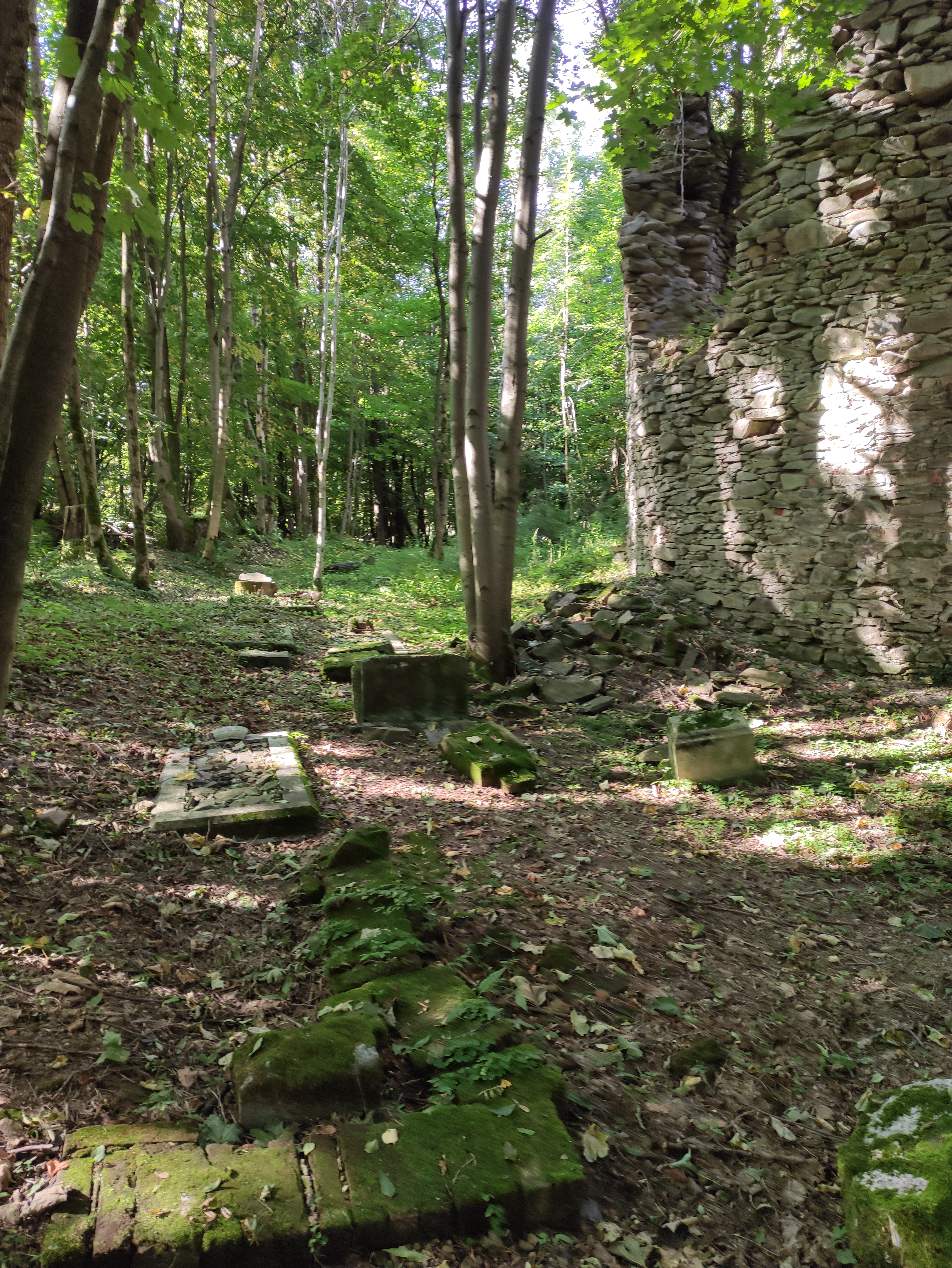
Hřbitov a Kostel Nejsvětější Trojice v Jestřabí